# رستي جاكسون
رستي جاكسون (بالإنجليزية: Rusty Jackson) هو لاعب كرة قدم أمريكية أمريكي، ولد في 17 نوفمبر 1950 في توسكالوسا في الولايات المتحدة، وتوفي في 14 أبريل 1997.